# International Falls, Minnesota
International Falls là một thành phố thuộc quận Koochiching, tiểu bang Minnesota, Hoa Kỳ. Năm 2010, dân số của thành phố này là 6424 người.
International Falls nằm bên Sông Rainy đối diện với từ Fort Frances, Ontario, Canada. Hai thành phố được kết nối bởi Fort Frances - International Falls International Bridge. Vườn quốc gia Voyageurs nằm cách 17 km về phía đông của International Falls.

## Dân số
- Dân số năm 2000: 6703 người.
- Dân số năm 2010: 6424 người.